# Cretas
Cretas è un comune spagnolo di 632 abitanti situato nella comunità autonoma dell'Aragona.
Fa parte di una subregione aragonese denominata Frangia d'Aragona. Lingua d'uso, è, da sempre, una variante del catalano occidentale.